# Hard Rock Cafe
A Hard Rock Cafe Inc. egy tematikus étteremlánc, melyet Isaac Tigrett és Peter Morton alapított 1971-ben Londonban. 1979-ben, a kezdetekben a kávézó falait rock and roll emléktárgyak borították, ami kiterjedt a többi étteremre is a hálózatban. 2007-ben a Hard Rock Cafe International (USA), Inc.-t eladták a floridai Seminole törzsnek, melyet 2018 áprilisáig az Orlando-i (Florida) központból irányították, miután azt áthelyezték a floridai Davie-be. 2018 júliusától a Hard Rock International 74 országban van jelen, köztük 185 kávézóval, 25 szállodával és 12 kaszinóval.